# Cillaro

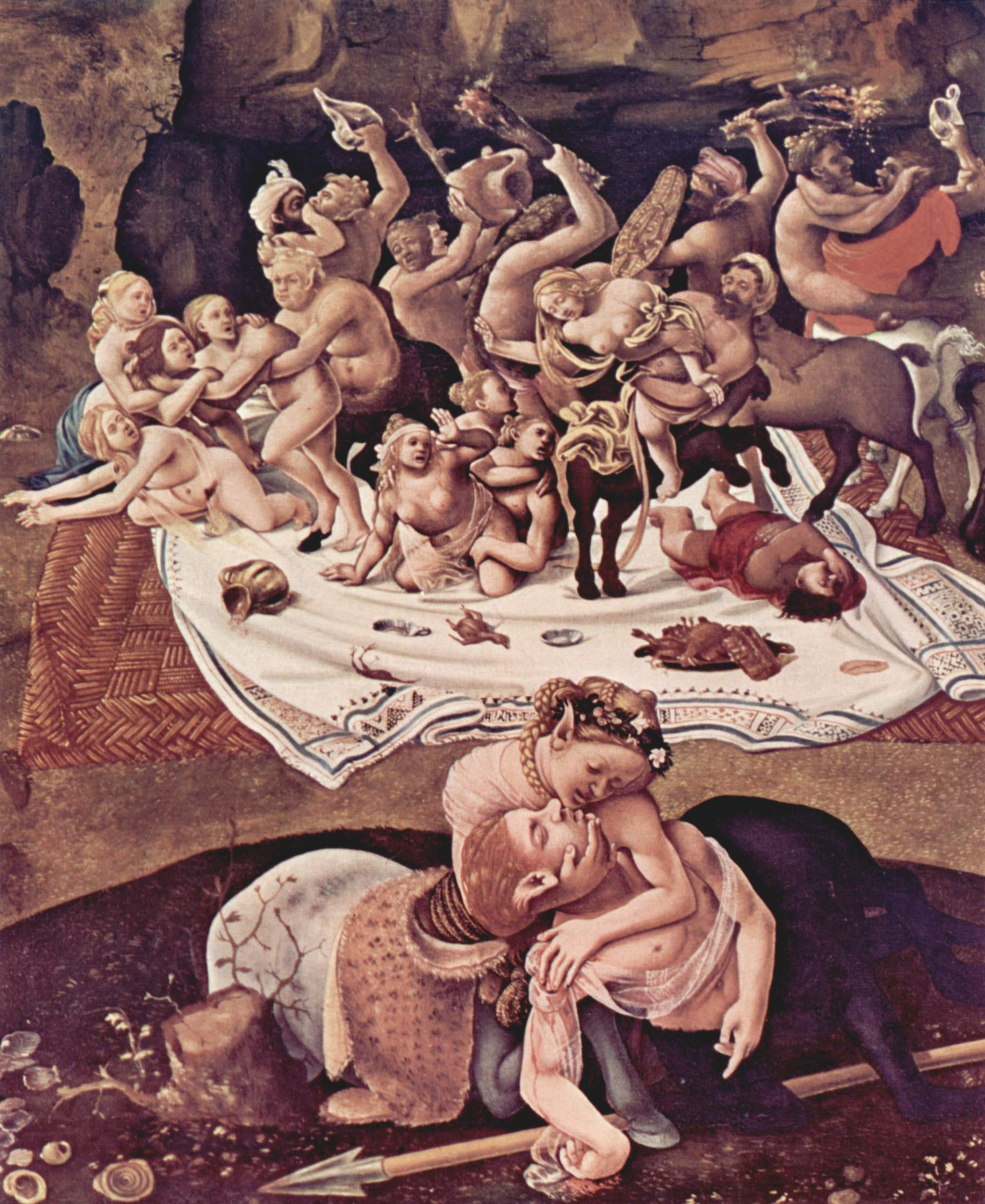
La lotta tra Lapiti e Centauri, opera di Piero di Cosimo, particolare col dettaglio di Cillaro e Ilonome, ca. 1500, Londra, National Gallery.

Nella mitologia greca,  Cillaro  era il nome di uno dei centauri.

## Il mito
Cillaro, il più bello dei centauri, fece innamorare una femmina della sua stessa razza di nome Ilonome. Essa non poté mai coronare il suo sogno d'amore in quanto Cillaro venne ucciso durante la lotta contro i Lapiti alle nozze di Piritoo. Disperata, Ilonome si suicidò.

### Fonti
- Ovidio, Metamorfosi XII, 393-428

### Moderna
- Luisa Biondetti, Dizionario di mitologia classica, Milano, Baldini&Castoldi, 1997, ISBN 978-88-8089-300-4.
- Pierre Grimal, Enciclopedia della mitologia 2ª edizione, Brescia, Garzanti, 2005, ISBN 88-11-50482-1. Traduzione di Pier Antonio Borgheggiani